# Rapala
Rapala é uma empresa finlandesa e que produz equipamentos de pesca.
Entre seus produtos estão iscas de pesca, alicates, anzóis, brocas de gelo, facas, equipamentos de caça e esportes de inverno, linhas de pesca, molinetes, varas de pescar entre outros.
Foi fundada por Lauri Rapala em 1936e sua sede fica na cidade de Helsinki na Finlândia.

## História

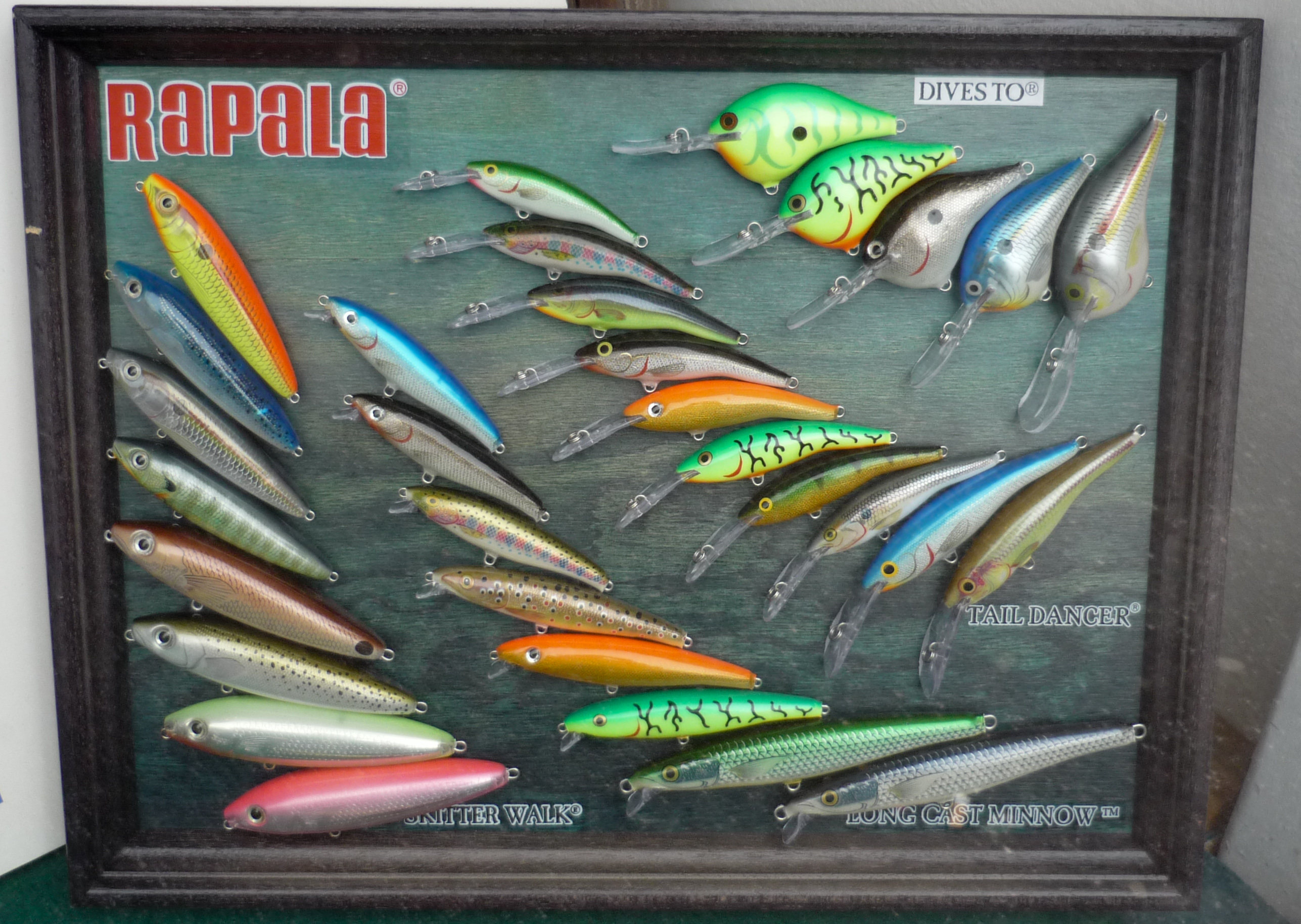
Iscas fabricadas pela Rapala.

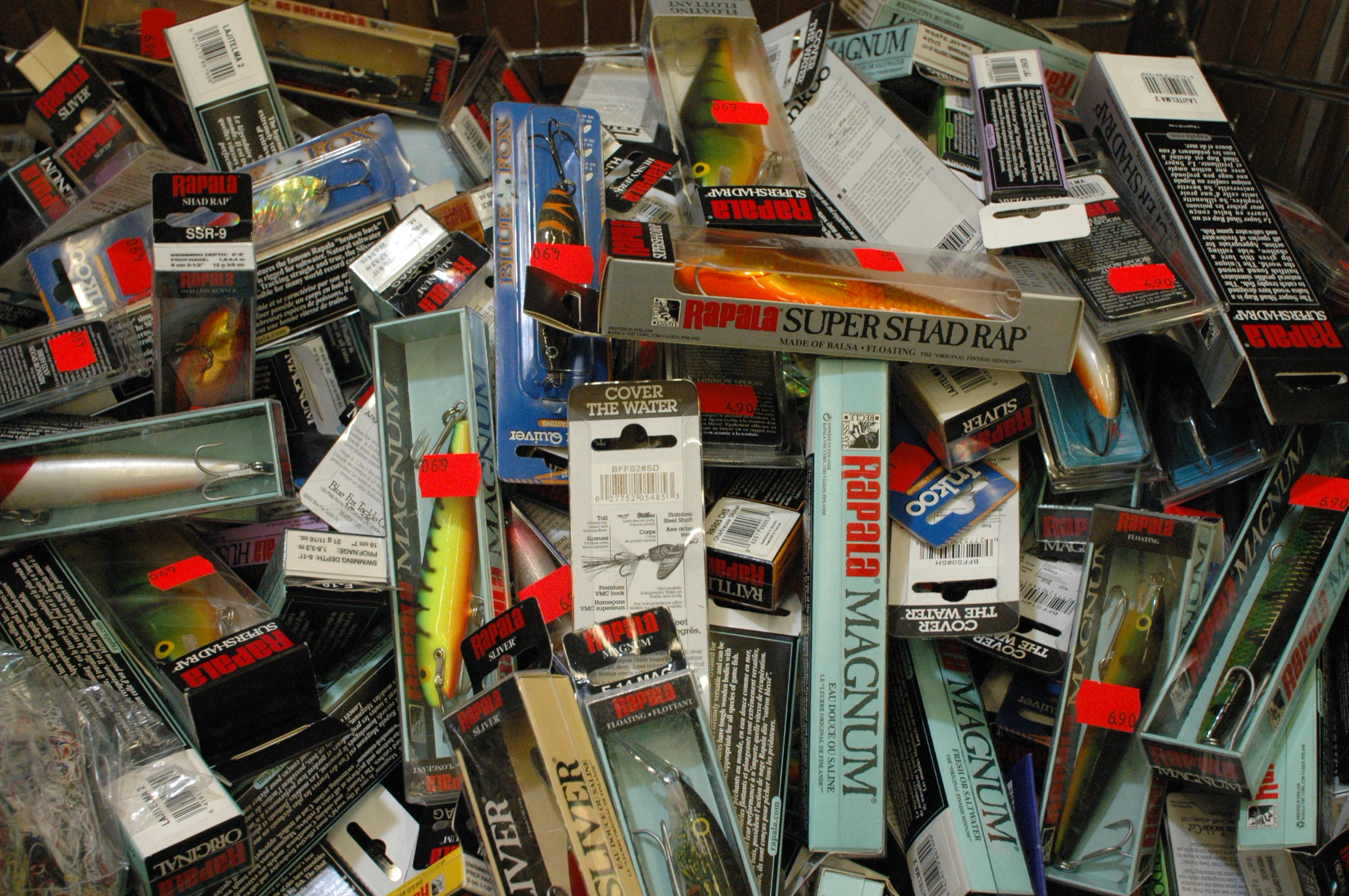
Iscas fabricadas pela Rapala.

### O Início
A Rapala foi fundada em 1936 por Lauri Rapala, ele notou que o peixe costumava ter como alvo as presas mais lentas e desequilibradas. Essa observação levou à criação da primeira isca Rapala, The Original. A isca era caracterizada por sua ação oscilante ligeiramente descentralizada, que imitava os movimentos de um peixe ferido. Começando como uma empresa familiar, Rapala foi primeiro atendendo às necessidades dos pescadores locais, com a família tendo que alocar tempo também para a agricultura e a pesca. No entanto, a notícia sobre as iscas começou a se espalhar e, em 1938, uma loja cooperativa local em Kalkkinen começou a vender iscas Rapala, marcando o primeiro avanço comercial da empresa. Após a Guerra de Inverno e a Guerra de Continuação que se seguiu, mais tempo e esforço foram dedicados ao negócio em crescimento. Um galpão foi reaproveitado como oficina, e os filhos de Lauri, Risto e Ensio, começaram a ajudar na fabricação das iscas. As iscas agora estavam devidamente encaixotadas e uma roda giratória foi equipada com uma lixa para trazer a mecanização ao processo. Na década de 1950, as iscas estavam ganhando fama - a tal ponto que a família Rapala decidiu renunciar à pesca comercial e ao trabalho agrícola para se concentrar totalmente no negócio florescente.

### 1950 a 1960: Crescimento internacional
Em 1955, as primeiras iscas Rapala foram exportadas para a Suécia, com a Noruega seguindo em 1956. No que acabou sendo uma virada decisiva para a empresa, algumas das iscas de Rapala chegaram aos Estados Unidos por meio da embaixada americana localizada em Helsinki, bem como da comunidade de imigrantes finlandeses nos Estados Unidos. Essas iscas chamaram a atenção de Ron Weber, proprietário de uma empresa de vendas de equipamentos de pesca R. W. Weber Sales. Interessado em distribuir as iscas, Weber e seu parceiro de negócios Raymond Ostrom entraram em contato com a família Rapala por meio do Conselho de Comércio Finlandês em Chicago, e uma parceria comercial foi estabelecida - que continua até hoje. Inicialmente chamada de The Rapala Company, a empresa de Weber e Ostrom acabou mudando seu nome para Normark.Os negócios melhoraram rapidamente, mas a verdadeira virada foi quando um artigo sobre Rapala foi publicado na revista Life. Coincidentemente, o artigo apareceu na edição que cobria a morte de Marilyn Monroe - a edição que se tornou a mais vendida da história da revista. A imensa exposição na mídia aumentou a demanda, levando a empresa a construir sua primeira fábrica em Vääksy, Finlândia, em 1962. Uma segunda fábrica, situada em Riihilahti, foi inaugurada em 1963.

### 1970 a 2000 Mudanças e diversificação
Em 1974, após o falecimento de Lauri Rapala, a empresa foi passada para seus filhos Risto, Esko e Ensio, que estavam envolvidos nos negócios da empresa há muito tempo. Foi nessa época que a Rapala foi reformada em uma sociedade limitada, a Rapala Oy. Em 1982, a empresa lançou a isca Shad Rap, o que levou a um imenso aumento na demanda. O Shad Rap ainda continua sendo uma das iscas mais vendidas da empresa. No início da década de 1990, a Rapala adquiriu a empresa de distribuição Normark Scandinavia, marcando uma grande expansão para a empresa. Em 1995, a família Rapala vendeu as ações da Rapala para uma nova empresa fundada por seis membros da família Rapala, a administração da empresa Rapala, Bankers Trust e suas subsidiárias e fundos administrados pela CVC Capital Partners Europe. Em 1999, a Rapala adquiriu a Storm Manufacturing Company, fabricante de iscas plásticas. Esta foi a primeira grande aquisição da empresa desde a compra das empresas Normark no início dos anos 1990. Em 2000, a empresa expandiu-se com sucesso para diferentes produtos acessórios de pesca, incluindo alicates, pinças, tesouras, balanças, removedores de anzol e afiadores de gancho. Em novembro de 2000, comprou a empresa francesa de equipamentos de pesca VMC, como resultado, o nome da empresa-mãe mudou de Rapala para Rapala VMC OYJ, o nome pelo qual é conhecido hoje.

### Dias atuais e futuros
No ano de 2005 marcou o início de uma era de forte crescimento para a Rapala, com a empresa adquirindo e estabelecendo empresas de distribuição na África do Sul, Austrália, Malásia, China, Tailândia e Suíça. Além disso, a empresa adquiriu o fabricante de iscas Luhr Jensen nos Estados Unidos, o fabricante de facas Marttiini na Finlândia, o fornecedor de linhas de pesca Tortue na França e o fabricante de esquis cross-country Peltonen na Finlândia. Posteriormente, a Rapala estabeleceu uma fábrica de iscas e vários centros de distribuição na Rússia, uma empresa de distribuição na Coréia do Sul e adquiriu o negócio de iscas giratórias Terminator nos Estados Unidos. Em 2016, Jorma Kasslin, que atuava como CEO da empresa desde 1998, deixou o cargo e assumiu o cargo de presidente presidente. O cargo de Kasslin foi preenchido por Jussi Ristimäki, o ex-vice-presidente executivo da empresa. Em 2020, Nicolas Cederström Warchalowski foi nomeado o novo presidente e CEO da Rapala VMC. A última aquisição da empresa ocorreu em 2021, quando Rapala comprou os direitos da marca Okuma na Europa e na Rússia.

## Marcas da Empresa
- Rapala[2]
- Sufix[2]
- Mora Ice[2]
- Peltonen[2]
- Williamson[2]
- VMC[2]
- Storm[2]
- Blue Fox[2]